# Mr och mrs Andrews

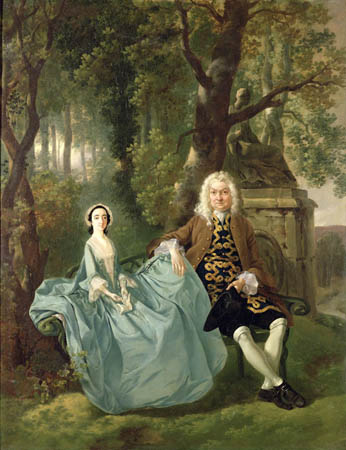
Gainsboroughs Mr and Mrs Carter från 1747–1748 (91 × 71 cm) är sedan 2008 utställd på Tate Britain.

Mr och mrs Andrews (engelska: Mr and Mrs Andrews) är en oljemålning av den engelske konstnären Thomas Gainsborough. Den målades omkring 1750 och ingår sedan 1960 i National Gallery samlingar i London. 
Gainsborough var Englands främsta porträtt- och landskapsmålare under 1700-talet. Mr och mrs Andrews är ett av hans tidiga verk och sannolikt hans mest berömda jämte Den blå pojken. Gainsborough ville helst måla landskap; porträtt målade han främst på beställning. Han uttryckte vid ett tillfälle att "jag gör porträtt för att överleva och landskap för att jag tycker om dem". I Mr och mrs Andrew kombinerade han porträtt- och landskapsmåleri genom att måla ett avlångt panorama. Den originella placeringen av de porträtterade vid sidan om tavlans mittlinje understryker deras status som jordägare.  
De porträtterade är Robert Andrews (1725–1806) och Francis Carter (1732–1780) som i november 1748 hade gift sig, strax före målningens tillkomst. I bröllopspresent hade de fått det stora lantgodset Auberies i Bulmer i grevskapet Essex. Målningen kan ses som ett trippelporträtt över Robert Andrews, hans fru och hans mark. 
Den omålade fläcken i fru Andrews knä är ett omdiskuterat mysterium. Enligt en historia ville fru Andrews att en fasan skulle placeras där, kanske skjuten av maken med det gevär han bär på bilden. Enligt en annan tolkning skulle parets första barn målats in där. Det dröjde dock till 1751 innan fru Andrews födde ett barn och därför förblev målningen ofullbordad. Med tiden fick makarna Andrews hela nio barn. 
Gainsborough var född i Sudbury, inte långt ifrån Bulmer. Han och Robert Andrews hade varit skolkamrater på Sudbury Grammar School. Gainsborough hade 1747–1748 målat ett dubbelporträtt av Francis föräldrar William och Frances som idag är utställd på Tate Britain. Denna målning är omtalad för de ovanligt stora skillnader i proportionerna mellan de två porträtterade. Huruvida detta var gjort medvetet eller ett resultat av att den då 20-årige Gainsborough ännu inte blivit en fullfjädrad porträttmålare är okänt.